# Ghirlanda
Ghirlanda is een plaats (frazione) in de Italiaanse gemeente Massa Marittima.